# Forschungsanstalt der Bundeswehr für Wasserschall und Geophysik
Die Forschungsanstalt der Bundeswehr für Wasserschall und Geophysik (FWG) in Kiel war eine zivile Dienststelle der Bundeswehr, die für die marineorientierte Forschung für den Verteidigungsbereich in Deutschland zuständig war. Sie war dem Bundesamt für Wehrtechnik und Beschaffung in Koblenz direkt nachgeordnet. Die FWG wurde am 1. Februar 2009 in die Wehrtechnische Dienststelle für Schiffe und Marinewaffen (WTD 71) in Eckernförde integriert, deren Name in Wehrtechnische Dienststelle für Schiffe und Marinewaffen, Maritime Technologie und Forschung geändert wurde. Dort führt sie ihre Aufgaben als Forschungsbereich für Wasserschall- und Geophysik (WTD 71/FWG) fort.

## Aufgaben

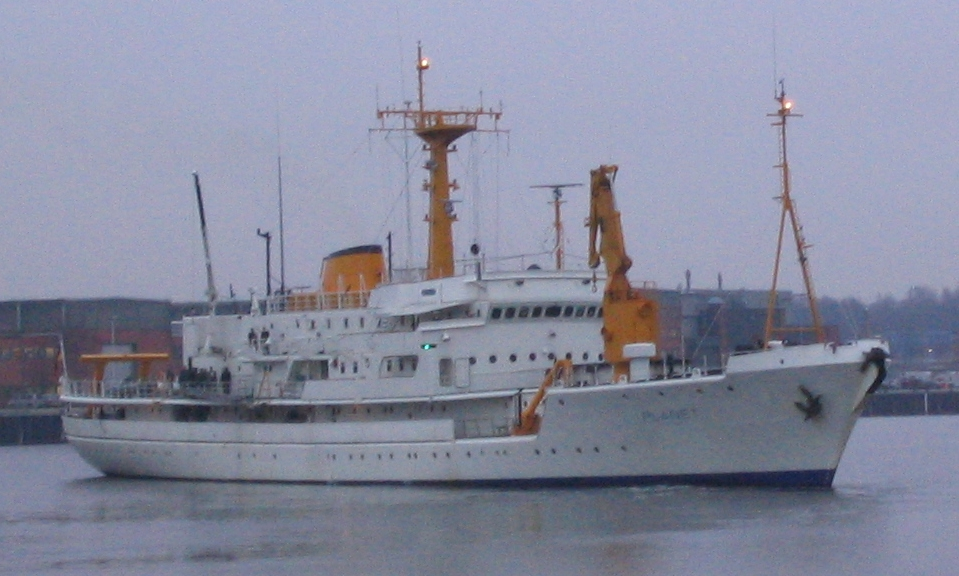
Forschungsschiff Planet (1967)

Kennzeichnend für die marinespezifische Forschung ist die Abhängigkeit technischer Einrichtungen von der typischen physikalischen Umwelt auf See. Dies betrifft vor allem die Aufklärung unter Wasser mit der Anwendung von Wasserschall in Form von Sonar.
Zur Lösung dieser Aufgabe führt die FWG in erster Linie eigene Seeversuche durch, für die ihr das Forschungsschiff Planet zur Verfügung steht. Als Bestandteil der Bundeswehr hat die FWG aber auch die Möglichkeit auf  Wasserfahrzeuge der Wehrtechnischen Dienststelle für Schiffe und Marinewaffen (WTD 71) sowie auf andere Einrichtungen der Bundeswehr zurückzugreifen.
Die FWG hat allein zwei Drittel aller Sonar-bezogenen Schallausbreitungsdaten aus den Flachwassergebieten der NATO erzeugt. Auf ihrer Grundlage wurde eine der leistungsfähigsten operativen Sonarreichweiten-Vorhersagemodelle MOCASSIN (MOnte CArlo Schall-Strahlen-INtensitäten) entwickelt.
Wesentliche Aufgabe der FWG ist auch Forschungsergebnisse aus dem Ausland und aus der zivilen Forschung der Bundeswehr zugänglich zu machen. Dazu arbeitet die FWG mit entsprechenden Einrichtungen, insbesondere mit Forschungseinrichtungen der NATO-Partner, mit Universitäten (vor allem in Kiel und Hamburg) und mit der Industrie partnerschaftlich zusammen. Wichtiger Partner ist das NATO Undersea Research Centre in La Spezia, Italien.
Wichtigste Arbeitsergebnisse der FWG sind Konzeptstudien zu neuen Systemen und Leistungsbewertungen von Einrichtungen für die Marine.

## Aufbau der FWG

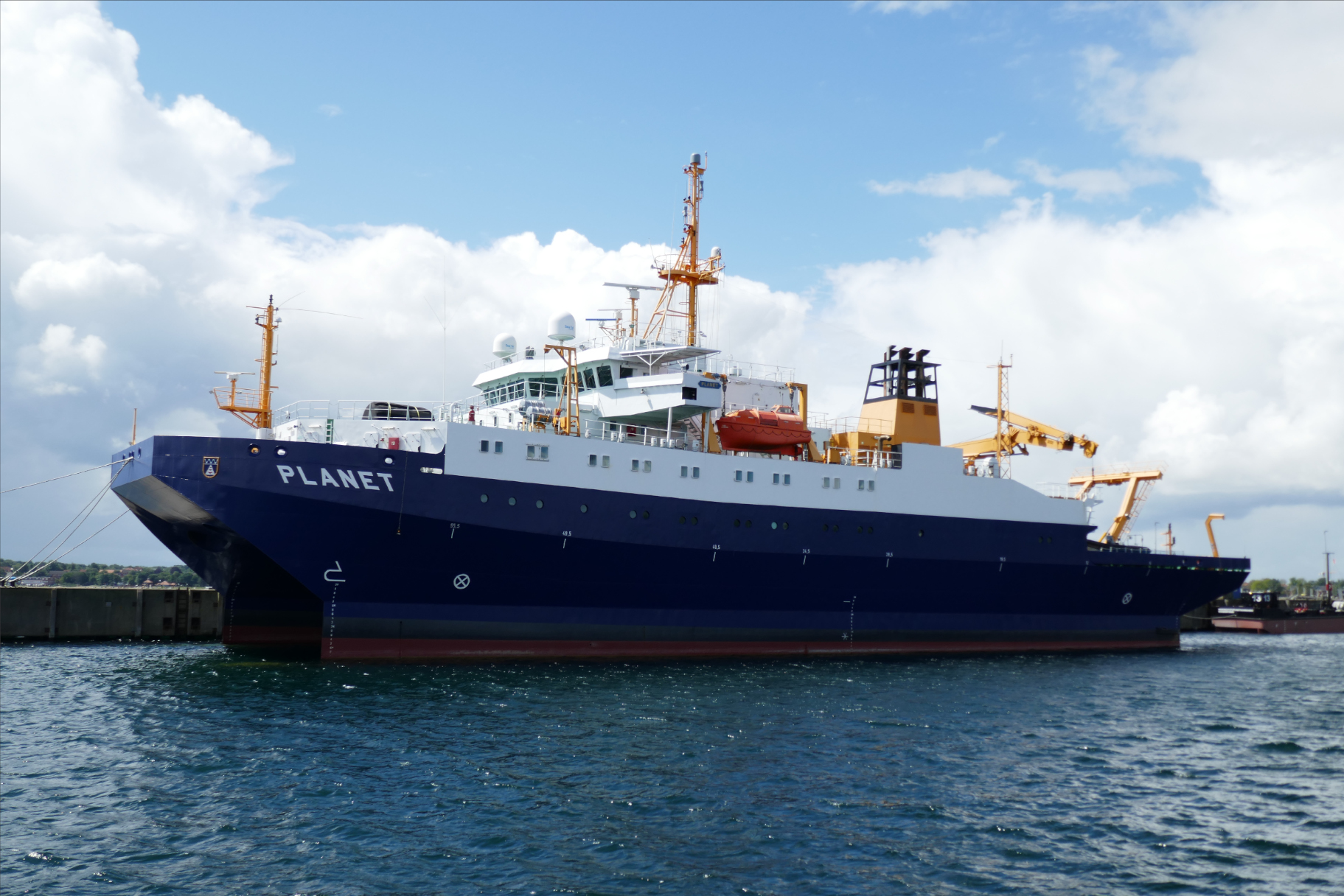
Forschungsschiff Planet (2006)

Die FWG verfügt über etwa 100 Mitarbeiter, zu einem Drittel Wissenschaftler mit Universitätsausbildung.
Sie ist gegliedert in zwei Geschäftsbereiche, von denen einer für die Technik und der andere für die Forschung zuständig ist. Daneben verfügt die FWG noch über einen kleinen Stab und einen wirtschaftlich-administrativen Service-Bereich.
Der Geschäftsbereich Forschung ist in vier Geschäftsfelder gegliedert, die die ergebnisorientierten Fähigkeiten der FWG umfassen:
- Sonarverfahren
- Wasserschall
- Akustische Modellierung
- Geophysik

In diesem Geschäftsbereich sind nur Wissenschaftler tätig. Sie erhalten die notwendige technische Zuarbeit aus dem personell wesentlich stärkeren Geschäftsbereich Technik mit den drei Geschäftsfeldern
- Sensoren und Sensortäger
- Datenerfassung und Monitoring
- Auswertung

## Geschichte
Die FWG wurde 1964 als Ozeanographische Forschungsanstalt der Bundeswehr (OFBw) gegründet. Sie wurde auf dem Gelände des Marinearsenals Kiel eingerichtet und diesem administrativ zugeordnet. 1967 erfolgte die Indienststellung des Wehrforschungsschiffs Planet. Die Umbenennung der Dienststelle in Forschungsanstalt der Bundeswehr für Wasserschall- und Geophysik (FWG) erfolgte 1971. 2004 wurde die Planet außer Dienst gestellt und 2005 durch das neue Forschungsschiff Planet ersetzt, das administrativ von der WTD 71 bereedert wird. Von 1975 bis 1993 war die FWG wesentlich an der Forschungsplattform Nordsee des Forschungsministeriums beteiligt. Am 1. Februar 2009 wurde sie in die Wehrtechnische Dienststelle 71 eingegliedert.
Direktoren der FWG
- 1968–1989 Günter Ziehm
- 1990–2001 Peter Wille
- 2001–2006 Rolf Thiele

Seit Mitte 2006 hatte die FWG wegen der Eingliederung in die WTD 71 keinen Direktor mehr.